# WWE Bragging Rights
Bragging Rights was een jaarlijks professioneel worstel-pay-per-viewevenement geproduceerd door WWE.

## Chronologie
| Editie | Datum           | Stad                      | Locatie       | Main Event                                                                                             |
| ------ | --------------- | ------------------------- | ------------- | --- |
| 2009   | 25 oktober 2009 | Pittsburgh (Pennsylvania) | Mellon Arena  | Randy Orton (c) vs. John Cena in een 60 minuten Anything goes Iron Man match voor de WWE Championship. |
| 2010   | 24 oktober 2010 | Minneapolis               | Target Center | Randy Orton (c) vs. Wade Barrett (met John Cena) voor het WWE Championship.                            |